# Плитка Труше
Плитки Труше — квадратные плитки с рисунком, не обладающим вращательной симметрией. Расположенные в виде квадратной мозаики на плоскости, они могут образовать различные узоры.
Впервые встречаются в трудах доминиканского монаха Себастьяна Труше, озаглавленных «Memoir sur les Combinaisons» (с фр. — «Мемуары о комбинациях») и датируемых в 1704 годом; были популяризованы и получили современное наименование в 1987 году в работах Сирила Стэнли Смита. Широко применяются в сферах визуализации информации, графическом дизайне.

## Вариации

### Контрастные треугольники
Плитки, которые первоначально изучал Труше, имели узор в виде двух треугольников с контрастными цветами. Каждая такая плитка имеет четыре возможные ориентации.
Некоторые примеры заполнения плоскости такими плитками.

По схеме:
Случайный выбор ориентации:

### С четвертинкой окружности
Второй общепринятый вид плиток Труше, согласно Смиту, имеет рисунок на каждой плитке в виде двух четвертинок окружности, соединяющих середины смежных сторон. Каждая такая плитка имеет два варианта ориентации.
Пример такой мозаики:

Этот тип плитки использовался в абстрактных стратегических играх «Тракс» и «Тёмный путь» ещё до работы Смита.

### С диагональю
В качестве курьёза простой лабиринт можно получить из плитки в виде белого квадрата с чёрной диагональю. Как и в случае плитки с двумя четвертинками кругов, каждая такая плитка имеет два варианта ориентации.

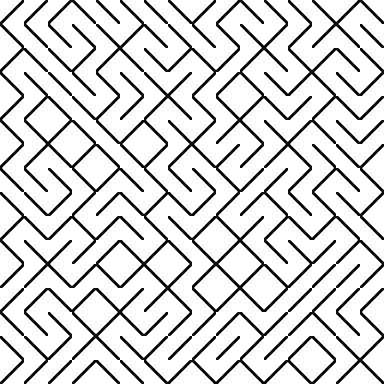